# ひとりぼっちになったとき
「ひとりぼっちになったとき」は、1966年のジャニーズのメンバー中谷良のソロ楽曲。
作詞：竹内伸光、作曲・編曲：東海林修
君が若者ならのカップリング曲として収録
中谷良のオリジナル音源は2022年3月時点で未CD化。
ジャニーズの後も、北公次や豊川誕らによって歌い継がれた。

## 北公次のカバー
「ひとりぼっちになった時」は、1969年10月1日にCBS・ソニー（現：ソニー・ミュージックレーベルズ）から発売された北公次のデビューシングルである。
『裸の少年』は2022年3月時点、未CD化。

### 収録曲
1. ひとりぼっちになった時 - 北公次
作詞：竹内伸光、作曲・編曲：東海林修

1. 裸の少年 - 北公次
作詞：中谷良、挿入詩：北公次、作曲：三保敬太郎、編曲：東海林修

## その他のカバー
- 豊川誕（アルバム『明日への道』に収録）